# Caála
Caála – miasto w Angoli w prowincji Huambo; 23 tys. mieszkańców (2006). Przemysł spożywczy.